# Scaptomyza gracilis
Scaptomyza gracilis är en tvåvingeart som först beskrevs av Walker 1853.  Scaptomyza gracilis ingår i släktet Scaptomyza och familjen daggflugor. Inga underarter finns listade i Catalogue of Life.